# Amore e guinzagli
Amore e guinzagli (모럴센스?, Moreol senseuLR; lett. "Moral Sense") è un film del 2022 diretto da Park Hyeon-jin.

## Trama
Ji-hoo è un ragazzo che ha delle preferenze sessuali che a molti possono sembrare perverse, mentre Ji-woo è una ragazza di carattere molto freddo, soprattutto in ambito sessuale, e quando scoprirà il segreto di lui gli proporrà un accordo.

## Distribuzione
Il film è stato distribuito sulla piattaforma Netflix a partire dall'11 febbraio 2022.